# Steffen Schäfer
Steffen Schäfer (* 1. Mai 1994 in Köln) ist ein deutscher Fußballspieler. Er stand zuletzt beim SC Verl in der dritten Liga unter Vertrag und wird meist in der Innenverteidigung aufgeboten.

## Karriere

### Jugend und 1. FC Köln II
Seine Karriere begann er beim TSV Bayer Dormagen und wechselte später in die Jugendabteilung vom 1. FC Köln. Noch als A-Jugendlicher absolvierte er am 26. März 2013 sein erstes Spiel für die Reserve der Kölner. Bei der 1:3-Niederlage gegen den SC Verl in der Regionalliga West wurde er von Trainer Dirk Lottner in der 83. Minute für Sebastian Spinrath eingewechselt. Zur Saison 2013/14 stieg er vollständig aus der A-Jugend in die Reservemannschaft vom 1. FC Köln auf.

### 1. FC Saarbrücken
Nach einer Saison in der Kölner Reserve wurde er vom 1. FC Saarbrücken verpflichtet. Sein erstes Spiel für den neuen Verein in der Fußball-Regionalliga Südwest absolvierte er am 22. August 2014 beim 1:0-Sieg gegen den KSV Baunatal. Von Trainer Fuat Kılıç wurde er in der Startformation aufgeboten. Beim Spiel gegen den SpVgg Neckarelz absolvierte er sein 50. Ligaspiel in einer Regionalliga. Von Trainer Taifour Diane wurde er beim 1:1-Unentschieden in der Startformation berücksichtigt.
In der Saison 2014/15 lief er zweimal für die Reserve vom 1. FC Saarbrücken in der Oberliga Rheinland-Pfalz/Saar auf. Sein erstes Spiel am 30. November 2014 bei der 1:4-Niederlage gegen den TSV Schott Mainz und sein zweites eine Woche später bei der 1:4-Niederlage gegen den FSV Salmrohr.

### FSV Frankfurt
Zur Saison 2016/17 wurde er vom FSV Frankfurt verpflichtet. Sein Debüt für die Frankfurter in der 3. Liga und damit sein Profidebüt feierte er am 30. Juli 2016 beim Spiel gegen Holstein Kiel. Beim 1:1-Unentschieden wurde er von Trainer Roland Vrabec in der 57. Minute für Christopher Schorch eingewechselt.

### 1. FC Magdeburg
Nach dem Abstieg des FSV aus der dritten Liga wechselte Schäfer zum 1. FC Magdeburg. Hier erreichte er in seiner Debütsaison mit der Mannschaft den Aufstieg in die 2. Bundesliga.

### VVV-Venlo
Nachdem sich Magdeburg in seiner Premierensaison nicht in der zweiten Liga hatte halten können, wechselte der Verteidiger zur Saison 2019/20 in die niederländische Eredivisie zur VVV-Venlo. Er erhielt dort einen Zweijahresvertrag, der sich optional um ein weiteres Jahr verlängern kann. Am Ende der Saison 2020/21 stieg Venlo in die zweite Liga ab, woraufhin Schäfer zum deutschen Drittligisten SC Verl wechselte.